# キングシャーク
キングシャーク（KING SHARK）とは、日本模型（ニチモ）が1968年にオリジナルのSFプラモデルとして発売した架空の戦車である。正式名称は「万能海底探検戦車 キングシャーク」。

## 概要
当時、1965年にテレビ放送された『サンダーバード』がヒットし、今井科学が発売した同作のプラモデルも高い売上を記録していた。その事を受け、プラモデルメーカー各社は版権元に契約料を払う必要のないオリジナルのSFメカのプラモデルを発売しており、キングシャークもその流れの中で発売された物である。なお、他に有名な物としては、緑商会が発売した地底戦車「キングモグラス」シリーズ（後に童友社より再版）等がある。

## キット
価格は450円（1978年の再版時では700円）。現在は絶版となっている。ボックスアートは小松崎茂が担当した。車体の各部を水密加工する事により陸上、水上、水底での行動が可能である。キットの全長は283mm。
単二乾電池2本でRE-14モーターを動かし、キャタピラと水上航行用の舵つきスクリューを駆動させる。車体前部には金属シャフトが突き出ており、水底を走行中にこれが障害物に触れると、車体中央のレスキューカプセルが水上に浮上し、現在位置を知らせるというギミックが付いている。その他、砲塔の旋回、ばねを用いたミサイルやミニファイターの発射などが可能な他、転輪に囲まれる様にして水上航行用の浮力タンクが装備されている。

## 設定
車体は水中航行に適した流線形をしており、車体前部に主砲塔、中央部に救命ボートとしても機能するレスキューカプセルが位置している。キットは水中では水底を走行する事しか出来なかったが、設定上では潜水艇の様に水中を航行することも可能。動力は車体後部の原子力エンジンで、エンジンの上にはミニファイターの格納庫がある。乗員は2名。
母艦となる大型潜水艦から発進後、海岸線までは海底を走行するか海中を潜航する形で行動し、上陸後に強力な武装を用いて友軍部隊に先駆けた要塞などの敵施設への奇襲攻撃を行うという運用が想定されている。
武装としては、主砲塔に200mm原子砲1門とレーザーガン1基、ミニファイター格納庫の両脇に装備されたFBMミサイル（ばねで発射可能なのはこちら）と、車体両脇に装備された対戦車ミサイルを有している。その他に、ミニファイター格納庫の上部にパラボラレーダー、主砲塔に赤外線ライトとシュノーケルを、車体先端にレドームを装備している。
なお、主砲塔にはサメをモチーフにした部隊マークが描かれている。